# Ericka Dunlap
Ericka Dunlap, née le 17 février 1982 à Orlando en Floride aux États-Unis, est une personnalité de la télévision. Elle s'est fait connaître en devenant 
Miss Floride (en) 2003, puis Miss America 2004.

### Source de la traduction
- (en) Cet article est partiellement ou en totalité issu de l’article de Wikipédia en anglais intitulé « Ericka Dunlap » (voir la liste des auteurs).